# Digital Audio Access Protocol
| Anwendung  | DAAP            | DAAP            | DAAP            | DAAP            | DAAP            |
| Anwendung  | HTTP            |                 |                 |                 |                 |
| Transport  | TCP             | TCP             | TCP             | TCP             | TCP             |
| Internet   | IP (IPv4, IPv6) | IP (IPv4, IPv6) | IP (IPv4, IPv6) | IP (IPv4, IPv6) | IP (IPv4, IPv6) |
| Netzzugang | Ethernet        | Token Bus       | Token Ring      | FDDI            | …               |

Digital Audio Access Protocol (DAAP, englisch für ‚Digitalaudio-Zugriffsprotokoll‘) ist ein Netzwerkprotokoll, um auf einem Rechner gespeicherte Audiodateien über ein Rechnernetz anderen Nutzern zugänglich zu machen. Es wurde erstmals von dem Musikabspielprogramm iTunes 4.0 des US-amerikanischen Unternehmens Apple verwendet.

## Beschreibung und Einsatz
Eine offizielle Spezifikation des Protokolls hat der Hersteller Apple nicht veröffentlicht, jedoch liegt eine offene Beschreibung auf SourceForge vor, die durch Untersuchung der Wirkungsweise (Reverse Engineering) gewonnen wurde. Es handelt sich um ein erweitertes HTTP, dessen Server Anfragen standardmäßig auf TCP-Port 3689 empfängt. Die Verfügbarkeit des Dienstes wird über Bonjour (Apples Umsetzung von Zeroconf) im Netzwerk bekannt gemacht und kann so von DAAP-Clients automatisch gefunden werden.
Inzwischen existieren neben iTunes (Mac OS X, Microsoft Windows) zahlreiche Anwendungen, die einen DAAP-Client, DAAP-Server oder beides enthalten, z. B. die quelloffenen Programme Rhythmbox, Banshee und seit der Version 1.4.2 auch Amarok. Alle drei sind für unixoide Betriebssysteme ausgelegt. Für das Betriebssystem Windows existiert beispielsweise der DAAP-Client Get It Together. Betriebssystemübergreifend kann auch Songbird über eine Erweiterung als DAAP-Client dienen. Noch in der Entwicklung, aber ebenfalls betriebssystemübergreifend, fungiert auch XMMS2 als DAAP-Client (Stand 2014).

## DAAP-Authentifizierung
Mit Version 4.2 von iTunes führte Apple eine Authentifizierung für den Zugang zu einem iTunes-Server ein, die mit Version 4.5 verändert wurde. Die Protokolle beider Versionen wurden innerhalb von wenigen Monaten durch Reverse Engineering ermittelt und in die oben genannten Anwendungen eingebaut.
Mit iTunes 7.0 wurde ein Client-Überprüfungsmechanismus beim Verbinden mit einem iTunes-Server eingeführt. Dieser verhindert, dass sich „inoffizielle“ DAAP-Clients (also mit Ausnahme von iTunes ab Version 7.0 und der offiziell unterstützten SoundBridge der Firma Roku) mit einem aktuellen iTunes-Server verbinden können.